# Astrobee

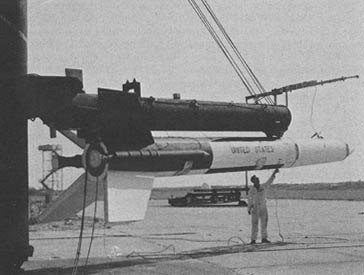
Astrobee-1500

Astrobee ist die Bezeichnung einer Baureihe amerikanischer Höhenforschungsraketen mit Feststoffantrieb des Herstellers Aerojet. Dabei ist zu beachten, dass die nummerierten Varianten und die Varianten -D und -F entwicklungshistorisch nicht miteinander verwandt sind.
Es wurden folgende Versionen realisiert:
Die dreistufige Astrobee 500 (Erststufe: Genie, Zweitstufe: Alcor, Drittstufe: Asp) hat eine Gipfelhöhe von 1000 km, einen Startschub von 161 kN, eine Startmasse von 900 kg, einen Durchmesser von 0,38 m und eine Länge von 7,80 m.
Die zweistufige Astrobee 1500 (Erststufe: Aerojet Junior + 2 Recruit, Zweitstufe: Alcor) hat eine Gipfelhöhe von 1000 km, einen Startschub von 566 kN, eine Startmasse von 5200 kg, einen Durchmesser von 0,79 m und eine Länge von 10,40 m.
Die zweistufige Astrobee 200 (Erststufe: Nike, Zweitstufe: Alcor) hat eine Gipfelhöhe von 350 km, einen Startschub von 161 kN, eine Startmasse von 800 kg, einen Durchmesser von 0,38 m und eine Länge von 6,30 m.
Die einstufige Astrobee D hat eine Gipfelhöhe von 140 km, einen Startschub von 23,00 kN, eine Startmasse von 100 kg, einen Durchmesser von 0,15 m und eine Länge von 3,90 m.
Die einstufige Astrobee F hat eine Gipfelhöhe von 375 km, einen Startschub von 178,00 kN, eine Startmasse von 1500 kg, einen Durchmesser von 0,38 m und eine Länge von 11,50 m.